# Каткова Щель
Катко́ва Ще́ль — село в Лазаревском районе муниципального образования «город-курорт Сочи» Краснодарского края. Входит в состав Кичмайского сельского округа.

## География
Селение расположено в центральной части Лазаревского района, по обоим берегам реки Чухукт.
Уличная сеть
В селе всего две улицы — Кизиловая и Курганная, а также два переулка — Курганный и Магистральный. Вдоль нижней части села проходит федеральная автотрасса «Адлер-Джубга» (улица Магистральная).
Географическое положение
Находится в 12 км к юго-востоку от посёлка Лазаревское, в 55 км к северо-западу от Центрального Сочи и в 236 км к югу от города Краснодар (по дороге).
Граничит с землями населённых пунктов: Волоконка на северо-западе и Чемитоквадже на юго-востоке.
рельеф
Каткова Щель расположена у причерноморского побережья в предгорной зоне. Рельеф местности в основном холмистый с ярко выраженными колебаниями относительных высот. Средние высоты на территории села составляют около 170 метра над уровнем моря. Наиболее высшими точками в окрестностях села являются гора Серентх (732 м), расположенное к северу от села.
```
В окрестностях села расположены крупное урочище — Каткова Щель
```

Почвы
В селе развиты серо-лесные почвы с плодородным горным чернозёмом, благодаря которому в селе хорошо произрастают различные субтропические культуры..
Гидрографическая сеть
представлена бассейном реки Чухукт и его притоками. В верхней части села имеются сероводородные источники. В верховьях реки Чухут расположен водозабор.
Климат
на территории села влажный субтропический. Среднегодовая температура воздуха составляет около +13,3°С, со средними температурами июля около +22,8°С, и средними температурами января около +5,8°С. Среднегодовое количество осадков составляет около 1370 мм. Основная часть осадков выпадает в зимний период.

## История
До 1864 года в долине реки Чухукт был расположен родовой шапсугский аул Цюх. После завершения Кавказской войны практически всё уцелевшее местное население было выселено в Османскую империя, за нежелание признавать над собой власть русского царя и военной русской администрации.
В 1872 году урочище Чухукт было приобретено редактором журнала «Русский вестник» и газеты «Московские ведомости» М. Н. Катковым. Его участок № 6 был одним из первых восьми, намеченных к продаже комиссией Кавказского наместничества в 1866 году. Этой мерой предполагалось привлечь в край «капиталистов и способствовать к образованию в нём обширных хозяйств и ферм».
В 1904 году на участке Каткова проживало 56 временных жителей: 43 имеретинцев (грузин), 8 греков и 5 славян.
Согласно переписи 1920 года, на землях бывшего имения Каткова существовал переселенческий поселок под названием Катковский, которое впоследствии был переименован в село Катково.
По ревизии от 26 января 1923 года село Катково зарегистрировано в списках Лазаревской волости Туапсинского района Кубано-Черноморской области. Тогда в нём насчитывалось 23 греческие семьи и 3 славянские.
В 1934 году село передано в состав Шапсугского района. В 1945 году Шапсугский район реорганизован и переименован в Лазаревский район.
10 февраля 1961 года Лазаревский район включён в состав города-курорта Сочи, как один из его внутригородских районов.
С 26 декабря 1962 года по 12 января 1965 года село находилось в составе Туапсинского района. Затем обратно возвращён в состав Лазаревского внутригородского района города-курорта Сочи.

## Население
| 2002 | 2010 |
| ---- | ---- |
| 129  | ↗171 |

Национальный состав
По данным Всероссийской переписи населения 2010 года:
| Народ   | Численность, чел. | Доля от всего населения, % |
| ------- | ----------------- | -------------------------- |
| армяне  | 105               | 61,3 %                     |
| русские | 42                | 24,6 %                     |
| татары  | 8                 | 4,7 %                      |
| греки   | 7                 | 4,1 %                      |
| адыги   | 3                 | 1,8 %                      |
| другие  | 6                 | 3,5 %                      |
| всего   | 171               | 100 %                      |

## Инфраструктура
социальные объекты
- Средняя школа № 83 — ул. Магистральная, № 27.

Экономика
Основную роль в экономике села играют садоводство и туризм. В окраинах верхней части села расположены несколько крупных садоводческих СНТ — «Химик», «Рассвет», «Радуга», «Звёздный» «Лесные Поляны» и «Пламя». Также в верховьях реки Чухукт сохранились заброшенные черкесские сады, которые до сих пор плодоносят.
Также важную роль в экономике села играет постепенно развивающийся туризм.

## Транспорт
Автомобильный транспорт.